# Lijst van voetbalinterlands Aruba - Turks- en Caicoseilanden (vrouwen)
Deze lijst van voetbalinterlands is een overzicht van alle officiële voetbalinterlands tussen de nationale vrouwenteams van Aruba en de Turks- en Caicoseilanden. De landen hebben tot nu toe twee keer tegen elkaar gespeeld.

## Wedstrijden
| № | Plaats         | Datum             | Competitie                            | Wedstrijd                        | Uitslag |
| - | -------------- | ----------------- | ------------------------------------- | -------------------------------- | ------- |
| 1 | Providenciales | 25 september 2023 | CONCACAF W Gold Cup 2024 kwalificatie | Turks- en Caicoseilanden − Aruba | 0 − 5   |
| 2 | Oranjestad     | 30 november 2023  | CONCACAF W Gold Cup 2024 kwalificatie | Aruba − Turks- en Caicoseilanden | 8 − 0   |

## Samenvatting
| Competitie                       | Totaal gespeeld | Winst Aruba | Gelijk | Winst Turks- en Caicoseilanden | Doelsaldo Aruba – Turks- en Caicoseilanden |
| -------------------------------- | --------------- | ----------- | ------ | ------------------------------ | ------------------------------------------ |
| CONCACAF W Gold Cup kwalificatie | 2               | 2           | 0      | 0                              | 13 − 0                                     |
| Totaal                           | 2               | 2           | 0      | 0                              | 13 − 0                                     |